# Hellen Obiri
Hellen Onsando Obiri (* 13. Dezember 1989 in Kisii) ist eine kenianische Leichtathletin, die im Mittel- und Langstreckenlauf an den Start geht. Sie zählt mit zahlreichen Medaillen bei Olympischen Spielen und Weltmeisterschaften zu den erfolgreichsten Leichtathletinnen ihres Landes.

## Sportliche Laufbahn
Zwischen 2011 und 2014 sowie 2018 wurde Obiri kenianische Meisterin im 1500-Meter-Lauf. Erste internationale Erfahrungen sammelte Hellen Obiri bei den Militärweltspielen 2011 in Rio de Janeiro, bei denen sie in 2:01,86 min die Bronzemedaille im 800-Meter-Lauf gewann und über 1500 Meter Platz vier belegte. Über diese Disziplin qualifizierte sie sich aber für die Weltmeisterschaften im südkoreanischen Daegu, bei denen sie mit 4:20,23 min im Finale auf den elften Platz gelangte. Im Jahr darauf siegte sie überraschend bei den Hallenweltmeisterschaften in Istanbul über 3000 Meter in 8:37,16 min vor der Marokkanerin Mariem Alaoui Selsouli und Hind Dehiba Chahyd aus Frankreich. Während der Freiluftsaison steigerte sie ihre Bestleistung über 1500 Meter auf 3:59,68 min und qualifizierte sich damit für die Olympischen Spiele in London, bei denen sie mit 4:16,57 min im Finale den achten Platz belegte.
Im Jahr 2013 qualifizierte sie sich erneut für die Weltmeisterschaften in Moskau, bei denen sie in 4:03,86 min die Bronzemedaille hinter Abeba Aregawi, die für Schweden an den Start ging und der US-Amerikanerin Jenny Simpson. In der Hallensaison 2014 erfolgte die Teilnahme an den Hallenweltmeisterschaften im polnischen Sopot, bei denen sie im 3000 Meter in 8:57,72 min die Silbermedaille hinter der Äthiopierin Genzebe Dibaba Dibaba gewann und zugleich den Beginn einer jahrelang andauernden Rivalität darstellt. Ende Mai stellte sie bei den erstmals ausgetragenen IAAF World Relays auf den Bahamas mit dem Quartett Mercy Cherono, Faith Kipyegon, Irene Jelagat und Hellen Obiri mit 16:33,58 min einen neuen und bis heute (Stand 2018) gültigen Weltrekord mit der 4-mal-1500-Meter-Staffel auf. Zuvor lief sie beim Qatar Athletic Super Grand Prix in Doha am 9. Mai die schnellste Zeit seit dem 13. September 1993, als mit Junxia Wang, Qu Yunxia und Zhang Linli gleich drei Chinesinnen schneller gelaufen waren. Mit 8:20,68 min steigerte sie ihre persönliche Bestleistung um mehr als 13 Sekunden und steht damit auf Rang fünf der ewigen Bestenliste (Stand 2018). Ende Juli nahm Obiri zum ersten Mal an den Commonwealth Games in Glasgow teil und konnte dort mit dem sechsten Platz und einer Zeit von 4:10,84 min ihrer Favoritenrolle nicht gerecht werden. Jedoch gewann sie zwei Wochen später bei den Afrikameisterschaften in Marrakesch in 4:09,53 min die Goldmedaille vor der Äthiopierin Dawit Seyaum und Rababe Arafi aus Marokko. Mitte September gelangte sie beim Leichtathletik-Continentalcup ebendort auf den vierten Rang.
Es folgte das Jahr 2015 in dem Obiri keine Wettkämpfe bestritt, sich aber zunehmend auf den 5000-Meter-Lauf hinzuwandte. 2016 qualifizierte sie sich ohne kompetitive internationale Rennen für die Olympischen Spiele in Rio de Janeiro, bei denen sie in 14:29,77 min im Finale die Silbermedaille hinter ihrer Landsfrau Vivian Cheruiyot gewann. Bei der Golden Gala 2017 in Rom bestritt sie die 5000 Meter in 14:18,37 min und stellte damit einen neuen kenianischen Rekord auf und lief die fünftschnellste, jemals gelaufene Zeit (Stand 2018). Sie galt damit als Favoritin für die Weltmeisterschaften in London, bei denen sie sich mit 14:34,86 min im Finale deutlich gegen Almaz Ayana aus Äthiopien durchsetzen konnte. Im Jahr darauf belegte sie bei den Hallenweltmeisterschaften in Birmingham in 8:49,66 min den für sie enttäuschenden vierten Platz über 3000 Meter. Im April stellte sie bei den Commonwealth Games im australischen Gold Coast ihre internationale Klasse zu schau und gewann in moderaten 15:13,11 min vor ihrer Landsfrau Margaret Chelimo Kipkemboi und der Engländerin Laura Weightman. Anschließend gewann sie bei den Afrikameisterschaften in Asaba in 15:47,18 min vor den Äthiopierinnen Senbere Teferi und Meskerem Mamo ebenfalls die Goldmedaille. Im September vertrat sie Afrika erneut beim Leichtathletik-Continentalcup in Ostrava und wurde diesmal in 8:36,20 min Dritte über 3000 Meter.
2019 siegte sie bei den Crosslauf-Weltmeisterschaften in Aarhus in 36:14 min vor der Äthiopierin Dera Dida und sicherte sich hinter Äthiopien die Silbermedaille in der Teamwertung. Ende September nahm sie an den Weltmeisterschaften in Doha teil und belegte dort, in ihrem erst dritten Rennen über diese Distanz überhaupt, in 30:35,82 min den fünften Platz im 10.000-Meter-Lauf. Kurz darauf siegte sie über 5000 Meter mit neuem Meisterschaftsrekord von 14:26,72 min vor ihrer Landsfrau Margaret Chelimo Kipkemboi und Konstanze Klosterhalfen aus Deutschland. 2020 siegte sie in 14:22,12 min beim Herculis über 5000 Meter sowie 15:06,36 min auch beim Kip Keino Classic in Nairobi. Im Jahr darauf wurde sie nach 1:04:51 h Dritte beim Istanbul-Halbmarathon und siegte Anfang Juli in 14:38,36 min bei den Bislett Games in Oslo. Anschließend startete sie bei den Olympischen Spielen in Tokio und gewann dort in 14:38,36 min die Silbermedaille über 5000 Meter hinter der Niederländerin Sifan Hassan. Zudem wurde sie mit neuer Bestleistung von 30:24,27 min Vierte über 10.000 Meter. Zum Saisonabschluss gelangte sie beim Memorial Van Damme mit 14:26,23 min auf Rang drei und siegte im September in 1:07:42 h beim Great North Run.
2022 wurde sie beim RAK-Halbmarathon in 1:04:22 h Zweite und im März siegte sie in 1:04:48 h beim Istanbul-Halbmarathon. Im Juli startete sie über 10.000 Meter bei den Weltmeisterschaften in Eugene und gewann dort mit neuer Bestleistung von 30:10,0 min die Silbermedaille hinter der Äthiopierin Letesenbet Gidey.
2023 konnte sie mit Boston und New York zwei Marathon Majors für sich entscheiden, in Boston lief sie dabei ihre persönlich Bestzeit von 2:21:38 h.
2024 holte Obiri bei den Olympischen Spielen in Paris ihre dritte Olympiamedaille. Dieses Mal trat sie allerdings im Marathonlauf an, wo sie nach 2:23:10 h hinter Sifan Hassan und Tigist Assefa die Bronzemedaille eroberte.

## Persönliche Bestzeiten
- 800 Meter: 2:00,53 min, 5. August 2011 in London
- 1500 Meter: 3:57,05 min, 31. Mai 2014 in Eugene
  - 1500 Meter (Halle): 4:05,04 min, 15. Februar 2018 in Toruń
- 1 Meile: 4:16,15 min, 22. Juli 2018 in London (kenianischer Rekord)
- 3000 Meter: 8:20,68 min, 9. Mai 2014 in Doha (kenianischer Rekord)
  - 3000 Meter (Halle): 8:29,41 min, 18. Februar 2017 in Birmingham
- 5000 Meter: 14:18,37 min, 8. Juni 2017 in Rom (kenianischer Rekord)
- 10.000 Meter: 30:10,02 min, 16. Juli 2022 in Eugene
- 10-km-Straßenlauf: 30:15 min, 22. Mai 2022 in Manchester
- Halbmarathon: 1:04:22 h, 19. Februar 2022 in Ra’s al-Chaima
- Marathon: 2:21:38 h, 17. April 2023 Boston